# Лихтенштейн на зимних Олимпийских играх 1976
Лихтенштейн принимал участие в Зимних Олимпийских играх 1976 года в Инсбруке (Австрия), и впервые в своей истории завоевал олимпийские медали. Сборная состояла из 9 человек: 3 женщин и 6 мужчин, которые приняли участие в состязаниях в трёх видах спорта:
- лыжные гонки: Клаудиа Шпренгер бежала дистанции 5 км и 10 км, заняв в итоге 40 и 38 места соответственно,
- санный спорт: Макс Бек занял 32 место на одноместных санях, а юный Вольфганг Шедлер во время последнего четвёртого заезда потерпел крушение и не смог добраться до финиша. В двойке Беку с Шедлером удалось добраться до 19 места,
- горнолыжный спорт:
  - Ханни Венцель — бронзовая медаль в слаломе среди женщин
  - Вилли Фроммельт — бронзовая медаль в слаломе среди мужчин